# Domaine de Jōzai

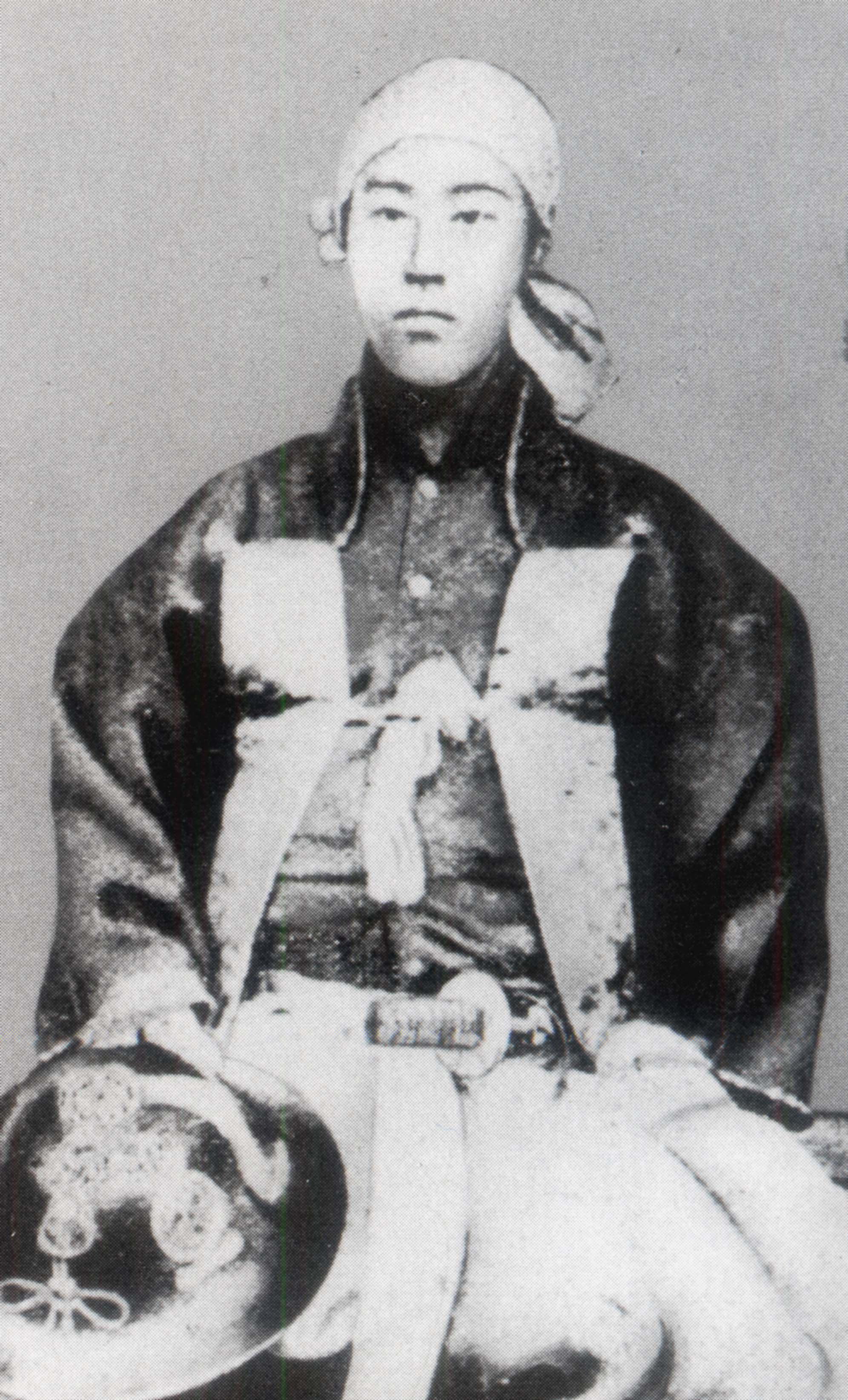
Tadataka Hayashi, le dernier daimyo de Jōzai.

Le domaine de Jōzai  (請西藩, Jōzai-han) est un domaine féodal japonais de l'époque d'Edo situé dans la province de Kazusa, de nos jours préfecture de Chiba. Son centre se trouve dans ce qui est à présent la ville de Kisarazu. Durant toute son histoire il a été gouverné par une branche du clan Mizuno. D'une taille relativement petite, il a joué un rôle important à la fin de son existence durant la guerre de Boshin de la restauration Meiji.

## Hande Kaibuchi
Tadafusa Hayashi, le suivant (osobashu) du shogun Ienari Tokugawa , est promu en avril 1825 du statut de hatamoto à celui de wakadoshiyori, c'est-à-dire conseiller adjoint. En recevant 3 000 koku supplémentaires qui s'ajoutent à ses revenus de 7 000 koku, il atteint le niveau requis de revenus pour accéder au statut de daimyō et un petit fief, Kaibuchi (貝淵藩, Kaibuchi-han), est créé à son intention dans la province de Kazusa. Il reçoit 3 000 koku supplémentaires en décembre 1834 et, après avoir été chargé de superviser les efforts de reconstruction du château d'Edo en 1839, il reçoit encore 5 000 koku, ce qui amène l'ensemble l'ensemble de ses revenus à 18 000 koku. Mais à la mort de Ienari, il est déchu de sa position et de sa résidence et contraint à la retraite avec des revenus ramenés à 10 000 koku.
En novembre 1850, durant la gouvernance de Tadaakira Hayashi, le fils de Tadafusa, la famille déménage l'emplacement de sa jin'ya (résidence fortifiée) à l'intérieur de ses terres, du village de Kaibuchi au village de Jōzai, et reste connue comme la « famille Jōzai » pendant le reste du temps sous la direction de Hayashi.

## Hande Jozai
Après le déplacement par Tadaakira Hayashi du siège du domaine de Kaibuchi à Jōzai, le fief se trouve à une position stratégique avec l'arrivée du commodore Matthew C. Perry et l'ouverture du Japon vers l'extérieur (bakumatsu). Le 4 juin 1853, les défenses côtières de Kaibuchi, dans la baie d'Edo, sont renforcées et maintenues à ce niveau de préparation jusqu'au 23 mars 1854. La priorité pour la famille Hayashi revient une fois de plus à l'obtention de postes dans le shogunat, avec Tadakata Hayashi, le successeur de Tadaakira, devenant d'abord « capitaine de la garde » (ōbangashira) puis « magistrat de Fushimi ». À la mort de Tadakata, la direction du domaine passe aux mains de son frère et héritier, Masanosuke Hayashi, ou Tadataka (忠崇) comme il est souvent plus connu.

## Guerre de Boshin
Au début de la guerre de Boshin, Tadataka Hayashi est à Jōzai et bien qu'il ne puisse participer à la bataille de Toba-Fushimi, il se distingue de tous les autres fudai daimyo en évoquant ses obligations héréditaires vis-à-vis du clan Tokugawa pour aller à la guerre. En prenant part aux actions de guérilla de Katsutarō Hitomi, Tadataka quitte son domaine avec l'ensemble des forces de ses obligés et bataille de la province d'Izu jusqu'au nord, vers Aizu et Sendai dans le cadre de l'alliance Ōuetsu Reppan Dōmei. Il se rend finalement quand il apprend que la principale famille Tokugawa a reçu un fief à Sunpu, à présent Shizuoka, dans la province de Suruga. Mais le nouveau gouvernement de Meiji confisque le domaine de Jōzai en punition des actes de Tadataka. Lui-même est placé en isolement à la résidence à Edo de la famille Ogasawara dans le domaine de Karatsu, duquel sa famille est une lignée. Il est plus tard libéré et occupe plusieurs postes au sein du gouvernement avant de se retirer et d'être fait baron (danshaku) dans la nouvelle structure nobiliaire (kazoku) de l'ère Meiji.
Hayashi Tadataka est le dernier de tous les anciens daimyōs à mourir en 1941.

## Hande Sakurai
À la suite du départ de Tadataka de Jōzai, le domaine est réattribué à Matsudaira Nobutoshi (Takiwaki) (chef de la branche Takiwaki du clan Matsudaira) et renommé Sakurai-han (桜井藩).

## Liste des daimyōs
- Clan Hayashi (Jōzai) (fudai) 1825-1868

| # | Nom                        | Dates     | Titre          | Rang                    | Revenus                                 |
| - | -------------------------- | --------- | -------------- | ----------------------- | --------------------------------------- |
| 1 | Hayashi Tadafusa (林忠英)  | 1827-1828 | Higo-no-kami   | 5e (従五位下) inférieur | 13 000 koku → 18 000 koku → 10 000 koku |
| 2 | Hayashi Tadaakira (林忠旭) | 1828-1842 | Harima-no-kami | 5e (従五位下) inférieur | 10 000 koku                             |
| 3 | Hayashi Tadakata (林忠交)  | 1842-1871 | Higo-no-kami   | 5e (従五位下) inférieur | 10 000 koku                             |
| 4 | Hayashi Tadataka (林忠崇)  | 1842-1871 | Aucun          | 5e (従五位下) inférieur | 10 000 koku                             |

- Clan Matsudaira (Takiwaki) (fudai) 1868-1872

| # | Nom                                      | Dates     | Titre        | Rang                    | Revenus     |
| - | ---------------------------------------- | --------- | ------------ | ----------------------- | ----------- |
| 1 | Matsudaira Nobutoshi (Takiwaki) (林忠英) | 1827-1828 | Higo-no-kami | 5e (従五位下) inférieur | 10 000 koku |